# Perisphaeria verrucosa
Perisphaeria verrucosa är en kackerlacksart som beskrevs av Karlis Princis 1963. Perisphaeria verrucosa ingår i släktet Perisphaeria och familjen jättekackerlackor. Inga underarter finns listade i Catalogue of Life.